# HMS Vinga (M75)
HMS Vinga (M75) är ett minröjningsfartyg i svenska flottan. Ursprungligen var HMS Vinga en av de sju fartygen i Landsort-klassen, men i samband med en så kallad halvtidsmodernisering av Kockums i Karlskrona kommer HMS Vinga ingå i den nya Koster-klassen.
HMS Vinga byggdes vid Karlskronavarvet och är namngiven efter Vinga fyr. 

## Bilder

HMS Vingas vapen.